# Prosopocoilus cinnamomeus
Prosopocoilus cinnamomeus là một loài bọ cánh cứng trong họ Lucanidae. Loài này được GUERIN-MENEVILLE mô tả khoa học năm 1843.